# Luchthaven Bandundu
Luchthaven Bandundu (IATA: FDU, ICAO: FZBO) is een luchthaven in Congo-Kinshasa bij de stad Bandundu.

## Maatschappijen en bestemmingen
- Malift Air (Kinshasa-N'Dolo)

### Cargo
- Cargo Bull Aviation

## Ongelukken
- 17 juli 2007: Een Let L410, geregistreerd als 9Q-CIM, kreeg te maken met vogels en crashte. Er waren geen gewonden, maar het vliegtuig was helemaal kapot.
- 17 juli 2007: Een Antonov An-24 verloor zijn eerste motor tijdens het klimmen en crashte 8 km voor Bandandu. Er waren geen slachtoffers, maar het vliegtuig was helemaal kapot.
- 25 augustus 2010: Filaircrash 2010.